# Ad providam

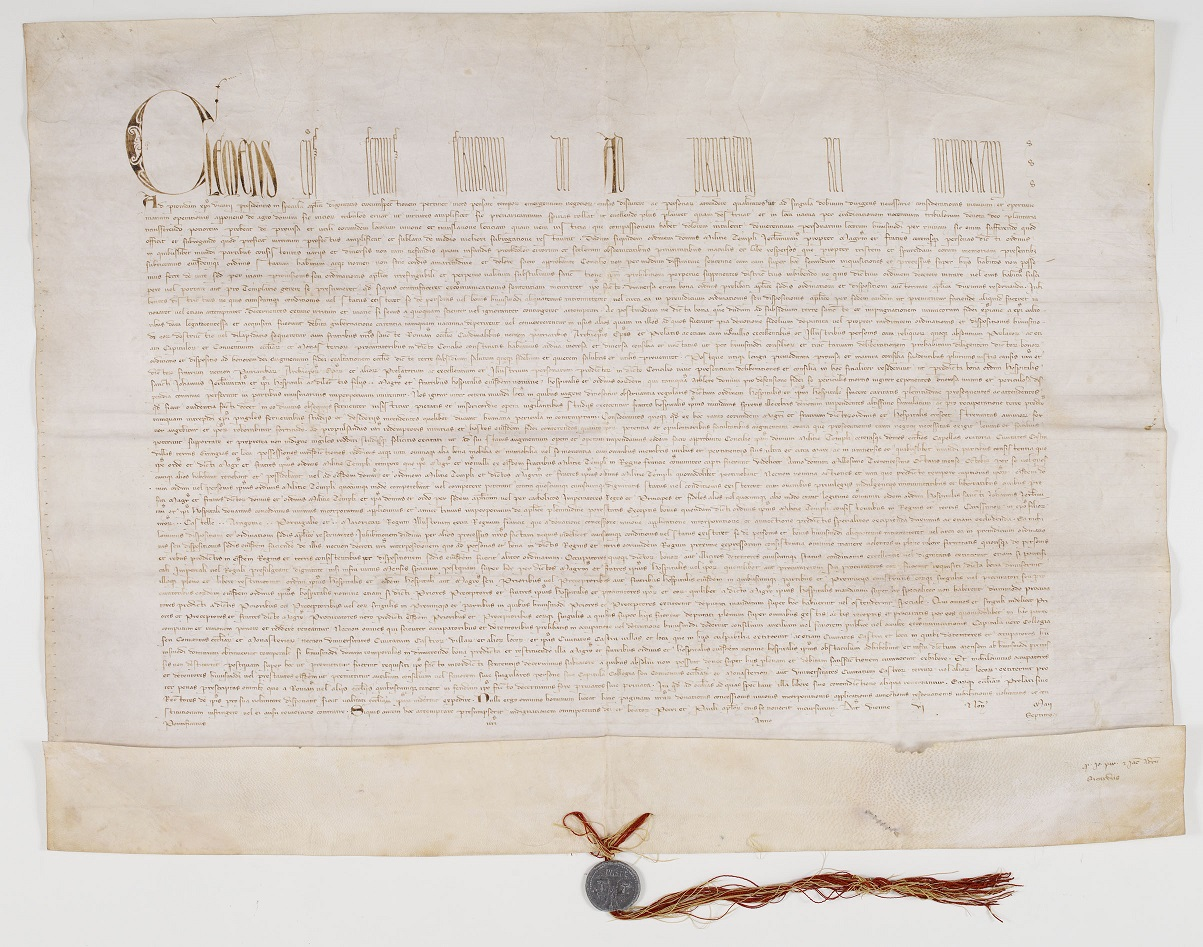
Ad providam

Ad providam este o bulă papală, emisă de Papa Clement al V-lea în 1312. Se baza pe o bulă anterioară, Vox in excelso, prin care se desființa Ordinul Cavalerilor Templieri. Prin Ad providam întreaga avere a Templierilor revenea Cavalerilor Ospitalieri, cu excepția unor sume destinate plății pensiilor templierilor care au scăpat de execuții și s-au călugărit.